# Timothy Weah
Pour les articles homonymes, voir Weah.
Timothy Weah, né le 22 février 2000 à New York (États-Unis), est un footballeur international américain qui évolue au poste d'ailier ou de piston droit à l'Olympique de Marseille, en prêt de la Juventus FC. 
Il est le fils de George Weah, ancien footballeur international libérien et lauréat du Ballon d'or 1995.

## Biographie

### Jeunesse
Timothy Weah naît le 22 février 2000 à New York, dans l'État de New York, aux États-Unis, troisième enfant de George Weah et de sa femme Clar Duncan, après son frère aîné George Weah Jr. (en), né en 1987 et également footballeur professionnel de 2010 à 2016 et passé par l'équipe réserve du PSG en 2013-2014, et sa sœur Tita.

### Carrière en club

#### Débuts et formation
Timothy Weah fait ses débuts sportifs au Rosedale SC, un petit club de Queens. Il joue dans plusieurs clubs de Floride, dont le West Pines United FC, après un déménagement avant de revenir à New York. À 10 ans, il rejoint l'académie de BW Gottschee dans laquelle il est capitaine de son équipe. À 13 ans, il rejoint les jeunes des Red Bulls de New York mais n'y reste qu'un an, avant de rejoindre l'Europe.
Après un essai passé à Chelsea à l'été 2013, il retente sa chance en Europe en prenant part à un tournoi à Sens, sous les couleurs de Toulouse. De nombreux recruteurs l'observent et il tape finalement à l'œil du Paris Saint-Germain qui finit par l'engager chez les jeunes. Par la suite, il signe un contrat d'apprenti et fait ses débuts avec les U17. Auteur de performances remarquées, il met un triplé pour l'un de ses premiers matchs en championnat et un quintuplé lors d'une rencontre de l'Al Kass Cup. Le 4 juin 2016, le PSG remporte le Championnat national U17 face à l'AS Saint-Étienne, performance rééditée l'année suivante face à l'AS Monaco. Avec les U19, en septembre 2016, il inscrit un triplé en UEFA Youth League face au Ludogorets Razgrad.

#### Paris Saint-Germain (2018-2019)
Il signe un premier contrat professionnel de trois ans avec le Paris Saint-Germain le 3 juillet 2017.
Le 3 mars 2018, Weah fait ses débuts avec l'effectif professionnel du Paris Saint-Germain, lors de la victoire sur le terrain de l'ES Troyes AC, pour le compte de la 28e journée de Ligue 1. Il remplace à la 81e minute Giovani Lo Celso et déclare après la rencontre être « fier de jouer pour [son] club de cœur ». Il se procure une occasion face au gardien en 1 contre 1.
Le 10 mars 2018, il remplace Ángel Di María contre le FC Metz pour son premier match au Parc des Princes. Il se procure encore une fois une grosse occasion face au gardien. Puis, le 19 mai 2018, il fête sa première titularisation avec Paris face à Caen.
Le 21 juillet 2018, Thomas Tuchel le fait jouer en équipe première contre le Bayern Munich lors d'un match amical au cours duquel il marque un but. Lors du Trophée des champions, il inscrit le troisième but parisien contre l'AS Monaco (victoire 4-0 du PSG).
Le 12 août 2018, il marque son premier but en Ligue 1 contre Caen lors du premier match de la saison (victoire 3-0 du PSG). En manque de temps de jeu en octobre, il envisage un prêt lors du mercato hivernal suivant.

#### Celtic FC (2019)
Le 6 janvier 2019, en manque de temps de jeu, il est prêté pour six mois sans option d'achat au Celtic FC qui évolue en D1 écossaise. Sous les ordres de Brendan Rodgers, il retrouve Odsonne Édouard et doit compenser la perte de Moussa Dembélé, parti à l'Olympique lyonnais lors du mercato estival. Il déclare alors qu'il est motivé par les comparaisons avec son père. Pour sa première apparition sous le maillot des Celtic, il marque le troisième but de son équipe le 19 janvier 2019 contre Airdrieonians, en coupe d'Écosse (3-0). Le 3 février 2019, il fait gagner son club contre St Johnstone après être entré en jeu à la place d'Odsonne Édouard, distribuant une passe décisive et marquant un but (victoire 0-2).
Weah inscrit quatre buts en dix-sept matchs sous le maillot du Celtic avant de retourner à Paris à l'issue de la saison.

#### LOSC Lille (2019-2023)
Le 29 juin 2019, Timothy Weah signe un contrat de cinq ans avec le LOSC Lille, autour d'un montant compris entre 9 et 10 million d'euros. Le 11 août suivant, il est titulaire lors de la première journée de championnat contre le FC Nantes (victoire 2-1). Fin août, il subit une déchirure musculaire aux ischio-jambiers et il est éloigné des terrains pendant six mois. Il retrouve la compétition le 16 février 2020 lors de la réception de l'Olympique de Marseille (défaite 1-2) où il entre en jeu à la 80e minute, mais se blesse de nouveau à la cuisse droite. Il est opéré dix jours plus tard par le professeur Lempainen, ce qui met un terme à sa saison (il n'aura joué que 84 minutes en tout). Le 23 mai 2021, il est sacré champion de France avec le LOSC,.

#### Juventus FC (2023-2025)
Le 1er juillet 2023, Timothy Weah s'engage avec la Juventus FC en paraphant un contrat de cinq ans ; le coût du transfert est estimé à 12 millions d'euros,,,.

#### Olympique de Marseille (2025-)
Le 4 août 2025 un accord est trouvé entre l'Olympique de Marseille et la Juventus FC pour Timothy Weah pour un prêt (d'un million d'euro) avec obligation d'achat de 14 millions d'euros. Plus bonus de trois millions d'euros avec pourcentage sur une revente. Le 6 août 2025, il s'engage à l'Olympique de Marseille après avoir passé sa visite médicale avec succès.

### Carrière internationale

#### Équipes de jeunes
Timothy Weah est sélectionnable avec les États-Unis, le Liberia, la Jamaïque et la France au niveau international. Approché par la Fédération française de football, Weah choisit de représenter les États-Unis.
En avril 2017, Timothy Weah est sélectionné avec l'équipe des États-Unis des moins de 17 ans pour participer au championnat de la CONCACAF des moins de 17 ans, qui se déroule au Panama. Remplaçant lors de la plupart des rencontres, il dispute six rencontres, inscrit deux buts contre Jamaïque et Cuba et délivre deux passes décisives. En finale, face au Mexique, il entre en jeu et s'illustre en étant passeur décisif six minutes après son entrée. Les Mexicains finissent par remporter la compétition aux tirs au but. Avec cette même sélection il participe à la Coupe du monde des moins de 17 ans qui se déroule en Inde en octobre 2017. Lors du mondial, il dispute cinq rencontres et inscrit un triplé face au Paraguay,. Les jeunes américains se hissent jusqu'en quarts de finale, en étant battus par l'Angleterre.
En mai 2019, il est sélectionné avec l'équipe des États-Unis des moins de 20 ans pour participer à la coupe du monde des moins de 20 ans, qui se déroule en Pologne. Lors du mondial, il joue cinq matchs et inscrit deux buts contre le Qatar et l'Équateur. Les jeunes américains se hissent jusqu'en quarts de finale, en étant battus par l'Équateur.

#### Équipe des États-Unis A
Le 18 mars 2018, il est convoqué pour la première fois en équipe des États-Unis par le sélectionneur national Dave Sarachan, pour un match amical contre le Paraguay. Le 27 mars suivant, il honore sa première sélection contre le Paraguay. Lors de ce match, Timothy Weah entre à la 86e minute de la rencontre à la place de Marky Delgado, et le match se solde par une victoire 1-0 des Américains. Il devient par ailleurs le premier joueur américain né dans les années 2000 à disputer une rencontre internationale.
Le 28 mai 2018, il inscrit son premier but en sélection nationale à l'occasion d'un match amical face à la Bolivie (victoire 3-0).
Le 9 novembre 2022, il est sélectionné par Gregg Berhalter pour participer à la Coupe du monde 2022. Pour son premier match dans la compétition, il inscrit un but lors du match nul (1-1) de son équipe face au pays de Galles.

## Statistiques

### En club
| Saison                | Club                          | Championnat           | Championnat | Championnat | Championnat | Coupe(s) nationale(s) | Coupe(s) nationale(s) | Coupe(s) nationale(s) | Supercoupe | Supercoupe | Supercoupe | Compétition(s) continentale(s) | Compétition(s) continentale(s) | Compétition(s) continentale(s) | Compétition(s) continentale(s) | Autres compétitions | Autres compétitions | Autres compétitions | Autres compétitions | Total | Total | Total |
| Saison                | Club                          | Division              | M.          | B.          | P.d.        | M.                    | B.                    | P.d.                  | M.         | B.         | P.d.       | Comp.                          | M.                             | B.                             | P.d.                           | Comp.               | M.                  | B.                  | P.d.                | M.    | B.    | P.d.  |
| 2017-2018             | Paris Saint-Germain           | Ligue 1               | 3           | 0           | 0           | 0                     | 0                     | 0                     | -          | -          | -          | -                              | -                              | -                              | -                              | -                   | -                   | -                   | -                   | 3     | 0     | 0     |
| 2018-2019             | Paris Saint-Germain           | Ligue 1               | 2           | 1           | 0           | -                     | -                     | -                     | 1          | 1          | 0          | -                              | -                              | -                              | -                              | -                   | -                   | -                   | -                   | 3     | 2     | 0     |
| Sous-total            | Sous-total                    | Sous-total            | 5           | 1           | 0           | 0                     | 0                     | 0                     | 1          | 1          | 0          | -                              | -                              | -                              | -                              | -                   | -                   | -                   | -                   | 6     | 2     | 0     |
| 2018-2019             | Celtic FC (prêt)              | Scottish Premiership  | 13          | 3           | 1           | 3                     | 1                     | 0                     | -          | -          | -          | C3                             | 1                              | 0                              | 0                              | -                   | -                   | -                   | -                   | 17    | 4     | 1     |
| 2019-2020             | LOSC Lille                    | Ligue 1               | 3           | 0           | 0           | -                     | -                     | -                     | -          | -          | -          | -                              | -                              | -                              | -                              | -                   | -                   | -                   | -                   | 3     | 0     | 0     |
| 2020-2021             | LOSC Lille                    | Ligue 1               | 28          | 3           | 0           | 3                     | 0                     | 0                     | -          | -          | -          | C3                             | 6                              | 2                              | 1                              | -                   | -                   | -                   | -                   | 37    | 5     | 1     |
| 2021-2022             | LOSC Lille                    | Ligue 1               | 29          | 3           | 4           | -                     | -                     | -                     | 1          | 0          | 0          | C1                             | 5                              | 0                              | 0                              | -                   | -                   | -                   | -                   | 35    | 3     | 4     |
| 2022-2023             | LOSC Lille                    | Ligue 1               | 29          | 0           | 2           | 3                     | 0                     | 0                     | -          | -          | -          | -                              | -                              | -                              | -                              | -                   | -                   | -                   | -                   | 32    | 0     | 2     |
| Sous-total            | Sous-total                    | Sous-total            | 89          | 6           | 6           | 6                     | 0                     | 0                     | 1          | 0          | 0          | -                              | 11                             | 2                              | 1                              | -                   | -                   | -                   | -                   | 107   | 8     | 7     |
| 2023-2024             | Juventus FC                   | Serie A               | 30          | 0           | 1           | 5                     | 1                     | 1                     | -          | -          | -          | -                              | -                              | -                              | -                              | -                   | -                   | -                   | -                   | 35    | 1     | 2     |
| 2024-2025             | Juventus FC                   | Serie A               | 30          | 5           | 2           | 2                     | 0                     | 1                     | 1          | 0          | 0          | C1                             | 9                              | 1                              | 1                              | CMC                 | 1                   | 0                   | 0                   | 43    | 6     | 4     |
| Sous-total            | Sous-total                    | Sous-total            | 60          | 5           | 3           | 7                     | 1                     | 2                     | 1          | 0          | 0          | -                              | 9                              | 1                              | 1                              | -                   | 1                   | 0                   | 0                   | 78    | 7     | 6     |
| 2025-2026             | Olympique de Marseille (prêt) | Ligue 1               | 1           | 0           | 0           | -                     | -                     | -                     | -          | -          | -          | C1                             | -                              | -                              | -                              | -                   | -                   | -                   | -                   | 1     | 0     | 0     |
| Total sur la carrière | Total sur la carrière         | Total sur la carrière | 168         | 15          | 10          | 16                    | 2                     | 2                     | 3          | 1          | 0          | -                              | 21                             | 3                              | 2                              | -                   | 1                   | 0                   | 0                   | 209   | 21    | 14    |

### En équipe nationale
| Saison                | Sélection             | Phases finales                             | Phases finales | Phases finales | Phases finales | Éliminatoires CDM | Éliminatoires CDM | Éliminatoires CDM | Ligue des nations CONCACAF | Ligue des nations CONCACAF | Ligue des nations CONCACAF | Matchs amicaux | Matchs amicaux | Matchs amicaux | Total | Total | Total |
| Saison                | Sélection             | Compétition                                | M              | B              | Pd             | M                 | B                 | Pd                | M                          | B                          | Pd                         | M              | B              | Pd             | M     | B     | Pd    |
| --------------------- | --------------------- | ------------------------------------------ | -------------- | -------------- | -------------- | ----------------- | ----------------- | ----------------- | -------------------------- | -------------------------- | -------------------------- | -------------- | -------------- | -------------- | ----- | ----- | ----- |
| 2017-2018             | États-Unis            | -                                          | -              | -              | -              | -                 | -                 | -                 | -                          | -                          | -                          | 3              | 1              | 0              | 3     | 1     | 0     |
| 2018-2019             | États-Unis            | -                                          | -              | -              | -              | -                 | -                 | -                 | -                          | -                          | -                          | 5              | 0              | 1              | 5     | 0     | 1     |
| 2020-2021             | États-Unis            | Ligue des nations 2020                     | 1              | 0              | 0              | -                 | -                 | -                 | -                          | -                          | -                          | 4              | 0              | 0              | 5     | 0     | 0     |
| 2021-2022             | États-Unis            | -                                          | -              | -              | -              | 9                 | 1                 | 1                 | 1                          | 0                          | 0                          | 2              | 1              | 0              | 12    | 2     | 1     |
| 2022-2023             | États-Unis            | Ligue des nations 2023 Coupe du monde 2022 | 4+2            | 1+0            | 0+1            | -                 | -                 | -                 | -                          | -                          | -                          | -              | -              | -              | 6     | 1     | 1     |
| 2023-2024             | États-Unis            | Ligue des nations 2024 Copa América 2024   | 2+2            | 0              | 0+1            | -                 | -                 | -                 | -                          | -                          | -                          | 6              | 2              | 1              | 10    | 2     | 2     |
| 2024-2025             | États-Unis            | Ligue des nations 2025 4e                  | 2              | 0              | 0              | -                 | -                 | -                 | 1                          | 1                          | 0                          | -              | -              | -              | 3     | 1     | 0     |
| Total sur la carrière | Total sur la carrière | Total sur la carrière                      | 13             | 1              | 2              | 9                 | 1                 | 1                 | 2                          | 1                          | 0                          | 20             | 4              | 2              | 44    | 7     | 5     |

## Palmarès

### En club
Formé au Paris Saint-Germain, Thimoty Weah y fait ses débuts professionnels et est sacré champion de France 2018. Il remporte également le Trophée des champions 2018 en étant titulaire et en marquant le troisième but du match. Champion de France une seconde fois la saison suivante ayant joué deux matchs en début de saison, il est la même année champion d'Écosse où il est prêté en deuxième partie de saison.
Il quitte finalement le club parisien pour rejoindre le LOSC Lille avec qui il est champion de France en 2021 et remporte le Trophée des champions la même année.
Il rejoint ensuite la Juventus avec qui il remporte la Coupe d'Italie en 2024.
| Paris Saint-Germain (3)                                                                     | Celtic FC (1)                             | LOSC Lille                                                                            | Juventus Turin                      |
| ------------------------------------------------------------------------------------------- | ----------------------------------------- | ------------------------------------------------------------------------------------- | ----------------------------------- |
| - Championnat de France - Vainqueur : 2018, 2019 - Trophée des champions - Vainqueur : 2018 | - Championnat d'Écosse - Vainqueur : 2019 | - Championnat de France - Vainqueur : 2021 - Trophée des champions - Vainqueur : 2021 | - Coupe d'Italie - Vainqueur : 2024 |

### En équipe nationale
Avec les États-Unis des moins de 17 ans, il est finaliste du Championnat de la CONCACAF des moins de 17 ans en 2017.
Il remporte la Ligue des nations de la CONCACAF à trois reprises en 2021, 2023 et 2024.